# Quickborn
Quickborn é uma cidade da Alemanha localizada no distrito de Pinneberg, estado de Eslésvico-Holsácia. Está situada aproximadamente 17 quilômetros a leste de Elmshorn, e 20 quilômetros ao norte de Hamburgo.

## Cidades-irmãs
São cidades-irmãs de Quickborn:
- Boxholm, Suécia desde 13 de setembro de 1974[carece de fontes?]
- Uckfield, Inglaterra desde 18 de fevereiro de 1990[carece de fontes?]
- Malchow, Meclemburgo-Pomerânia Ocidental, Alemanha desde 8 de setembro de 1990[carece de fontes?]